# Thor Lübeck
Thor Wilhelm Martin Lübeck, född 2 januari 1876 i Stockholm, död där 24 juni 1937, var en svensk sjö- och flygmilitär. Han var bror till Sven och Ragnar Lübeck.
Lübeck var son till sjökaptenen Edward Wilhelm Lübeck och bror till Sven Lübeck. Han blev underlöjtnant vid flottan 1896, löjtnant 1900, kapten 1905, kommendörkapten av andra graden 1918, av första graden 1920, kommendör vid flygvapnet och chef för Andra flygkåren samt stabschef hos chefen för flygvapnet 1926. År 1932 avgick han från flygvapnet och inträdde i flottans reserv. Sedan Lübeck genomgått Sjökrigsskola och torpedskola, tjänstgjorde han 1909–1911 i Marinförvaltningen samt 1909–1913 som fartygschef och divisionschef på olika torpedbåtar. 1914–1916 var han fartygschef på jagare och sekond på pansarskepp, och 1923–1924 var han fartygschef på Pansarkryssaren Fylgia på långresa till Västindien. 1918–1926 var han chef för det nyorganiserade Marinens Flygväsende som under hans tid trots svårigheter med resurser i hög grad utvecklades. Lübeck erhöll 1918 internationellt flygcertifikat. År 1919 bedrev han flygstudier i Storbritannien, Frankrike, Danmark, Italien och Tyskland, samt deltog 1923 vid internationella luftfartskongressen i London. Lübeck invaldes 1924 i Krigsvetenskapsakademien. Han blev riddare av Svärdsorden 1917 och kommendör av andra klassen av samma orden 1929.